# Pierwiastkowanie
Pierwiastkowanie – operacja odwrotna względem potęgowania, zdefiniowana m.in. dla liczb rzeczywistych i zespolonych. Przy tym dla liczb rzeczywistych wprowadza się dwa pojęcia: pierwiastka arytmetycznego i pierwiastka algebraicznego. 
Pierwiastki pojawiają się np. w definicji średniej geometrycznej, w pierwiastkowym kryterium Cauchy’ego na zbieżność szeregu liczbowego albo w definicji odległości Minkowskiego. 
Pierwiastki zespolone z jedynki odgrywają istotną rolę w matematyce wyższej. Duża część teorii Galois skupia się na wskazaniu, które z liczb algebraicznych można przedstawić za pomocą pierwiastków, co prowadzi do twierdzenia Abela-Ruffiniego mówiącego, iż ogólny wielomian stopnia piątego bądź wyższego nie może być rozwiązany za pomocą tzw. pierwiastników, tzn. wyrażeń połączonych działaniami dodawania, odejmowania, mnożenia i dzielenia oraz pierwiastków.

## Pierwiastek rzeczywisty arytmetyczny
Pierwiastki arytmetyczne definiuje się dla liczb rzeczywistych i w taki sposób, by przypisać liczbom rzeczywistym pierwiastki w sposób wzajemnie jednoznaczny, tj. każdej liczbie rzeczywistej odpowiada dokładnie jeden pierwiastek stopnia {\displaystyle n}-tego, przy czym nie istnieją pierwiastki arytmetyczne dla liczb ujemnych stopnia parzystego, np. pierwiastek drugiego stopnia z -1. Natomiast w dziedzinie liczb zespolonych pierwiastek {\displaystyle n}-tego stopnia z liczby -1 istnieje i ma {\displaystyle n} wartości (por. dalej); w tym przypadku liczba -1 jest traktowana jako liczba zespolona o zerowej części urojonej. Także definiuje się tzw. pierwiastek algebraiczny w dziedzinie liczb rzeczywistych, który może mieć dwie wartości dla tej samej liczby.

### Liczby rzeczywiste nieujemne

Wykres funkcji pierwiastka arytmetycznego kwadratowego – funkcja ta jest zdefiniowana jednoznacznie dla liczb nieujemnych i przypisuje pierwiastkowi wartość nieujemną.

Pierwiastkiem arytmetycznym stopnia {\displaystyle n=1,2,3,4\dots } z liczby rzeczywistej nieujemnej {\displaystyle x\ (x\geqslant 0)} nazywamy taką liczbę rzeczywistą nieujemną {\displaystyle y\ (y\geqslant 0)}, która podniesiona do potęgi {\displaystyle n} daje liczbę {\displaystyle x}, tj. 
{\displaystyle y^{n}=x}
i zapisuje się w postaci 
{\displaystyle y={\sqrt[{n}]{x}}}
W ten sposób każdej nieujemnej liczbie rzeczywistej przypisana zostaje jedna nieujemna liczba rzeczywista, będąca jej pierwiastkiem arytmetycznym. 
Liczbę {\displaystyle x} nazywamy liczbą podpierwiastkową.  
Z definicji wynika, że pierwiastek stopnia {\displaystyle n} z liczby {\displaystyle x} jest pierwiastkiem równania {\displaystyle y^{n}-x=0} zmiennej {\displaystyle y} przy ustalonej wartości {\displaystyle x}.
Np. {\displaystyle {\sqrt[{4}]{16}}=2} – pierwiastek arytmetyczny czwartego stopnia z {\displaystyle 16}, gdyż {\displaystyle 2^{4}=16.}
Uwaga: Jeżeli liczbę 16 będziemy traktować jako liczbę zespoloną (o zerowej części urojonej), to otrzymamy cztery pierwiastki {\displaystyle {\sqrt[{4}]{16}}=2,-2,2i,-2i} (por. dalej – pierwiastki zespolone).

### Liczby rzeczywiste ujemne i pierwiastek stopnia nieparzystego

Wykres funkcji sześciennej. Funkcja ta jest rosnąca w całym przedziale liczb rzeczywistych, dlatego każdej liczbie rzeczywistej odpowiada dokładnie jedna liczba będąca jej pierwiastkiem sześciennym. W szczególności pierwiastki z liczb ujemnych są liczbami ujemnymi.

Dla liczb rzeczywistych ujemnych {\displaystyle x<0} pierwiastek stopnia nieparzystego {\displaystyle n} definiuje się wzorem 
{\displaystyle y=-{\sqrt[{n}]{|x|}}}
gdzie {\displaystyle |x|} - wartość bezwzględna liczby {\displaystyle x}
Np.{\displaystyle {\sqrt[{3}]{-8}}=-\ {\sqrt[{3}]{8}}=-2,\quad } {\displaystyle {\sqrt[{5}]{-2}}=-\ {\sqrt[{5}]{2}}=-1{,}148698354\dots }
Dla nieparzystych {\displaystyle n} każda liczba rzeczywista ma w ten sposób zdefiniowany pierwiastek rzeczywisty n-tego stopnia.
Nie istnieje zaś rzeczywisty pierwiastek stopnia parzystego z liczby ujemnej, np. {\displaystyle {\sqrt[{4}]{-8}}.} Jednak w dziedzinie liczb zespolonych {\displaystyle {\sqrt[{4}]{-8}}} ma aż cztery różne wartości (por. dalej - pierwiastki zespolone). 

### Symbole pierwiastka arytmetycznego
Pierwiastki zapisuje się zwykle za pomocą symbolu {\displaystyle {\sqrt {^{^{\;}}}}} (zob. niżej), pierwiastkom stopnia drugiego, trzeciego, czwartego itd. z liczby {\displaystyle x} odpowiadają kolejno symbole {\displaystyle {\sqrt {x}},{\sqrt[{3}]{x}},{\sqrt[{4}]{x}}} itp. (zwyczajowo pomija się w zapisie stopień pierwiastka kwadratowego). Notacja ta nie budzi zastrzeżeń w stosunku do pierwiastków arytmetycznych, niemniej może prowadzić do sprzeczności w przypadku pierwiastków algebraicznych, dla których symbole te nie są jednoznaczne, gdyż istnieje wiele pierwiastków algebraicznych danej liczby (por. niżej).

### Pierwiastek kwadratowy, sześcienny i inne
Dla {\displaystyle n=2} pierwiastek arytmetyczny nazywa się pierwiastkiem kwadratowym i oznacza {\displaystyle {\sqrt {x}}},  pomijając cyfrę 2, zaś dla {\displaystyle n=3} nazywa się  pierwiastkiem sześciennym i oznacza {\displaystyle {\sqrt[{3}]{x}}}; pierwiastki wyższych stopni nazywa się wyłącznie liczbowo, np. „pierwiastek czwartego stopnia”.

## Pierwiastkowanie jako potęgowanie o ułamkowym wykładniku
Obliczanie pierwiastka {\displaystyle n}-tego stopnia jest operacją odwrotną do potęgowania, dlatego pierwiastkowanie można zapisywać jako potęgowanie o wykładniku ułamkowym, tj. 
{\displaystyle {\sqrt[{n}]{x}}\equiv x^{1/n}.}
Dowód: 
Korzystając z twierdzenia o potędze {\displaystyle (x^{a})^{b}=x^{a\cdot b}} potęgi mamy:
{\displaystyle (x^{1/n})^{n}=x^{{\frac {1}{n}}\cdot n}=x^{1}=x}
Z drugiej strony, z definicji pierwiastka wynika, że {\displaystyle n}-ta potęga pierwiastka {\displaystyle n}-tego stopnia musi dać liczbę podpierwiastkową {\displaystyle x,} tj.
{\displaystyle ({\sqrt[{n}]{x}})^{n}=x}
Porównując obie równości dostajemy dowodzony wzór.

## Twierdzenia - pierwiastki rzeczywiste

Krzywe wybranych pierwiastków i potęg dla. Przekątna równania jest osią symetrii między każdą krzywą funkcji pierwiastkowej a krzywą jej funkcji odwrotnej.

Jeżeli {\displaystyle x,y} są nieujemnymi liczbami rzeczywistymi, zaś {\displaystyle n,m} są dodatnimi liczbami całkowitymi, to:
- {\displaystyle {\sqrt[{n}]{xy}}={\sqrt[{n}]{x}}{\sqrt[{n}]{y}}}
- {\displaystyle {\sqrt[{n}]{x/y}}={\frac {\sqrt[{n}]{x}}{\sqrt[{n}]{y}}}\quad {}} dla {\displaystyle \ y\neq 0}
- {\displaystyle {\sqrt[{n}]{x^{m}}}=\left({\sqrt[{n}]{x}}\right)^{m}}
- {\displaystyle {\sqrt[{m}]{\sqrt[{n}]{x}}}={\sqrt[{m\cdot n}]{x}}}

- gdy {\displaystyle x<y} to {\displaystyle {\sqrt[{n}]{x}}<{\sqrt[{n}]{y}}}
- Pierwiastek kwadratowy z liczby naturalnej jest albo liczbą naturalną, albo niewymierną[a]; np. dla liczby naturalnej 2:

{\displaystyle {\sqrt {2}}=1{,}414213562\dots }
- Im większy stopień pierwiastka z liczby mniejszej od {\displaystyle 1}, tym większa jest jego wartość, która zmierza do 1 wraz ze wzrostem stopnia pierwiastka, np. {\displaystyle {\sqrt[{2}]{0.4}}\approx 0{.}6<\quad {\sqrt[{5}]{0.4}}\approx 0{.}8<\quad {\sqrt[{100}]{0.4}}\approx 0{.}99}
- Im większy stopień pierwiastka z liczby wiekszej od {\displaystyle 1}, tym mniejsza jest jego wartość, która zmierza do {\displaystyle 1} wraz ze wzrostem stopnia pierwiastka, np. {\displaystyle {\sqrt {2}}\approx 1{,}4>\quad {\sqrt[{3}]{2}}\approx 1{,}3>\quad {\sqrt[{100}]{2}}\approx 1{,}007}

- Pierwiastki stopni całkowitych z liczb niewymiernych są niewymierne, bo liczba wymierna podniesiona do potęgi o dowolnym wykładniku całkowitym daje liczbę wymierną.

## Pierwiastek rzeczywisty algebraiczny
Pierwiastkiem algebraicznym stopnia {\displaystyle n} (gdzie {\displaystyle n=1,2,\dots })  z liczby rzeczywistej {\displaystyle x} nazywamy taką liczbę rzeczywistą {\displaystyle y} (dodatnią lub ujemną lub równą zero), która podniesiona do potęgi {\displaystyle n} daje liczbę {\displaystyle x}, tj. 
{\displaystyle y^{n}=x}
Pierwiastek algebraiczny z liczb rzeczywistych ujemnych stopnia parzystego nie istnieje, podobnie jak pierwiastek arytmetyczny stopnia parzystego, np. pierwiastek kwadratowy z {\displaystyle -8}.  Ale istnieje pierwiastek algebraiczny dla dowolnych liczb rzeczywistych stopnia nieparzystego i ma zawsze jedną wartość, np. pierwiastek 3-go stopnia z {\displaystyle -8} wynosi {\displaystyle -2}. Zaś dla liczb rzeczywistych dodatnich istnieją zawsze dwa pierwiastki algebraiczne stopnia parzystego. Np. dla liczby {\displaystyle 4} istnieją dwie takie liczby: {\displaystyle 2} oraz  {\displaystyle -2}, gdyż {\displaystyle 2^{2}=4} oraz {\displaystyle (-2)^{2}=4} – obie te liczby nazywamy pierwiastkami kwadratowymi algebraicznymi z liczby {\displaystyle 4}.  
Operacja znajdowania pierwiastka algebraicznego w dziedzinie liczb rzeczywistych przypisuje więc danej liczbie jedną wartość lub dwie wartości, inaczej niż dla pierwiastka arytmetycznego, który przyjmuje zawsze jedną wartość (oraz - tak jak w przypadku pierwiastka arytmetycznego - wyklucza przypisywanie pierwiastków stopnia parzystego liczbom ujemnym).  

## Pierwiastek zespolony
Df. Pierwiastkiem zespolonym stopnia {\displaystyle n=1,2,3,4\dots } z liczby zespolonej {\displaystyle z} nazywa się dowolną liczbę {\displaystyle w} spełniającą równość
{\displaystyle w^{n}=z}
Każda niezerowa liczba zespolona {\displaystyle z} (w tym liczba rzeczywista, tj. zespolona o zerowej części urojonej)  ma {\displaystyle n} różnych zespolonych pierwiastków {\displaystyle n}-tego stopnia. 
Tw. Aby wyznaczyć pierwiastki zespolone liczby zespolonej {\displaystyle z=a+ib}, przedstawia się ją w postaci trygonometrycznej:
{\displaystyle z=|z|\left(\cos \phi +i\sin \phi \right)}
gdzie:
{\displaystyle |z|={\sqrt {a^{2}+b^{2}}}} - moduł
{\displaystyle \phi =\arctan(b/a)\in (-\pi ,\pi >} - argument główny
Wtedy pierwiastki {\displaystyle n}-go stopnia określa wzór de Moivre’a:
{\displaystyle w_{(k)}={\sqrt[{n}]{|z|}}\left(\cos {\tfrac {\phi +2k\pi }{n}}+i\sin {\tfrac {\phi +2k\pi }{n}}\right),}
gdzie {\displaystyle k=0,1,2,\dots ,n-1} oznacza numer pierwiastka (symbol {\displaystyle {\sqrt[{n}]{\;}}} oznacza tu pierwiastek arytmetyczny).

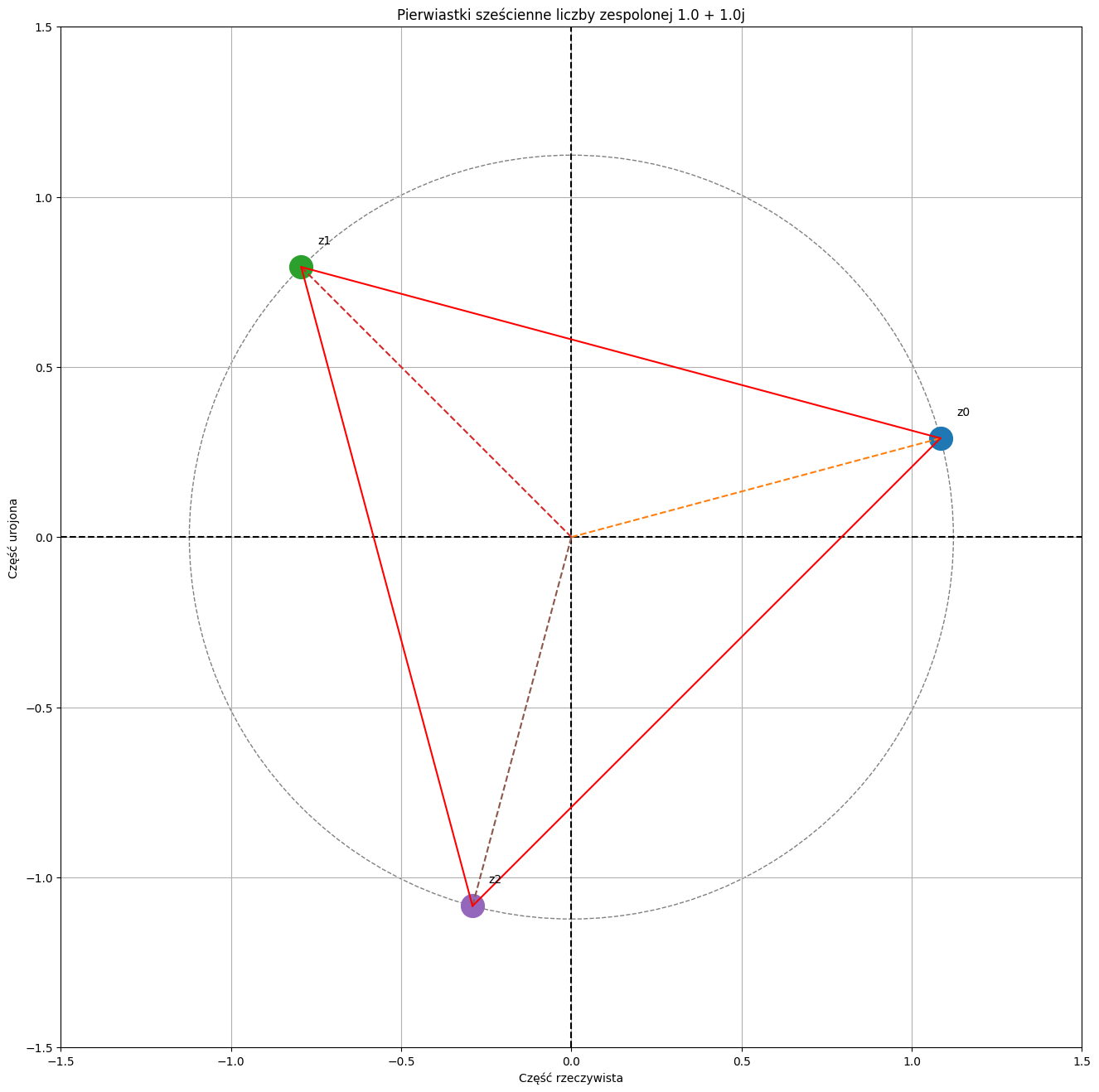
Pierwiastki 3-go stopnia z liczby na płaszczyźnie zespolonej tworzą wierzchołki trójkąta foremnego.

Interpretacja geometryczna: W interpretacji geometrycznej punkty przedstawiające pierwiastki stopnia {\displaystyle n} liczby zespolonej tworzą wierzchołki {\displaystyle n}-kąta foremnego mającego środek w początku układu współrzędnych, wpisanego w okrąg o promieniu {\displaystyle {\sqrt[{n}]{|z|}},} przy czym wektor wodzący wierzchołka o indeksie 0 jest pod kątem {\displaystyle \phi /n} do osi rzeczywistej układu współrzędnych. Ilustrują to przykłady.
Przykłady
Przykład 1: Pierwiastek kwadratowy z {\displaystyle z=i}

Dwa pierwiastki zespolone 2-go stopnia dla

Niech będzie dana liczba czysto urojona {\displaystyle z=i.} Liczba ta ma zerową część rzeczywistą, tj. {\displaystyle z=0+1\cdot i}. Mamy więc moduł {\displaystyle |z|=1}, argument główny  {\displaystyle \phi =\pi /2}, stąd postać trygonometryczna {\displaystyle z=i=\cos {\tfrac {\pi }{2}}+i\sin {\tfrac {\pi }{2}}.}
Z wzoru Moivre'a mamy pierwiastki 2-go stopnia z {\displaystyle z=i}
{\displaystyle w_{0}=\cos {\tfrac {\pi }{4}}+i\sin {\tfrac {\pi }{4}}={\tfrac {1}{\sqrt {2}}}+i{\tfrac {1}{\sqrt {2}}}}
{\displaystyle w_{1}=\cos {\tfrac {3\pi }{2}}+i\sin {\tfrac {3\pi }{2}}=-{\tfrac {1}{\sqrt {2}}}-i{\tfrac {1}{\sqrt {2}}}}
Pierwiastki te są leżą po przeciwnych stronach początku układu współrzędnych.
Przykład 2: Pierwiastki 2-go stopnia z -1
Niech będzie dana liczba {\displaystyle z=-1.} W dziedzinie liczb rzeczywistych nie istnieje pierwiastek algebraiczny z liczby ujemnej stopnia parzystego.  Jednak w dziedzinie liczb zespolonych liczba -1 jest liczbą o zerowej części urojonej i ma de facto postać {\displaystyle z=-1+0\cdot i}. Mamy więc moduł {\displaystyle |z|=1}, argument główny  {\displaystyle \phi =\pi }, stąd postać trygonometryczna {\displaystyle z=-1=\cos \pi +i\sin \pi .}
Z wzoru Moivre'a mamy pierwiastki 2-go stopnia z {\displaystyle z=-1}
{\displaystyle w_{0}=\cos {\tfrac {\pi }{2}}+i\sin {\tfrac {\pi }{2}}=i}
{\displaystyle w_{1}=\cos {\tfrac {3\pi }{2}}+i\sin {\tfrac {3\pi }{2}}=-i}
W dziedzinie zespolonej istnieją wiec dwa pierwiastki kwadratowe z {\displaystyle z=-1:+i,-i.} (Każda liczba zespolona jest punktem na płaszczyźnie, w tym -1, sytuacja jest więc inna, niż w przypadku obliczania pierwiastków w dziedzinie rzeczywistej, gdzie liczby są punktami na prostej).

Trzy pierwiastki zespolone 3-go stopnia dla

Przykład 3:  Pierwiastki 3-go stopnia z -1
Aby obliczyć pierwiastki 3-go stopnia korzystamy z postaci trygonometrycznej {\displaystyle z=-1=\cos \pi +i\sin \pi } oraz wzoru Moivre'a:
{\displaystyle w_{0}=\cos {\tfrac {\pi }{3}}+i\sin {\tfrac {\pi }{3}}={\tfrac {1}{2}}+i{\tfrac {\sqrt {3}}{2}}}
{\displaystyle w_{1}=\cos {\tfrac {3\pi }{3}}+i\sin {\tfrac {3\pi }{3}}=-1}
{\displaystyle w_{2}=\cos {\tfrac {4\pi }{3}}+i\sin {\tfrac {4\pi }{3}}={\tfrac {1}{2}}-i{\tfrac {\sqrt {3}}{2}}}
Przykłady powyższe ilustrują ogólna prawidłowość, iż każda liczba zespolona {\displaystyle z} ma {\displaystyle n} pierwiastków {\displaystyle n}-tego stopnia - w tym liczby zespolone czysto rzeczywiste, które nie mają pierwiastków algebraicznych w dziedzinie liczb rzeczywistych.

## Twierdzenia - pierwiastki zespolone. Subtelność funkcji wielowartościowych
W dziedzinie pierwiastków zespolonych obowiązują te same twierdzenia, co w dziedzinie liczb rzeczywistych, ale posługiwanie się nimi wymaga uwagi ze względu na wielowartościowość pierwiastków zespolonych. Np. zakładając słuszność twierdzenia {\displaystyle {\sqrt[{n}]{z_{1}\cdot z_{2}}}\ ={\sqrt[{n}]{z}}_{1}{\sqrt[{n}]{z}}_{2}} otrzymamy  
{\displaystyle {\sqrt {-1}}\cdot {\sqrt {-1}}={\sqrt {-1\cdot -1}}}
Ale 
{\displaystyle {\sqrt {-1}}\cdot {\sqrt {-1}}=i\cdot i=i^{2}=-1}
zaś
{\displaystyle {\sqrt {-1\cdot -1}}={\sqrt {1}}=1}
– czyli sprzeczność. Sprzeczność wynika stąd, że w obliczeniach nie uwzględniono faktu, iż pierwiastki kwadratowe z liczb {\displaystyle {\sqrt {-1}}} oraz {\displaystyle {\sqrt {1}}} w dziedzinie liczb zespolonych mają po dwie wartości:
{\displaystyle {\sqrt {-1}}={\begin{cases}+i\\-i\end{cases}}\quad }      oraz {\displaystyle \quad {\sqrt {1}}={\begin{cases}+1\\-1\end{cases}}}
Wtedy mamy:
{\displaystyle {\sqrt {-1}}\cdot {\sqrt {-1}}={\begin{cases}i\cdot i=-1\\{\text{lub}}\\i\cdot (-i)=1\end{cases}}\quad }
czyli dostajemy dwa wyniki, identyczne jak dla pierwiastka z 1.

## Historia
Początki symbolu pierwiastka √ są dość niejasne. Niektóre źródła podają, że symbol został wprowadzony przez Arabów, a po raz pierwszy został on użyty przez Abū al-Hasana ibn Alego al-Qalasādīego (1421–1486) i został wyprowadzony z arabskiej litery ج, pierwszej litery słowa جذر (dżazr) oznaczającego „korzeń”. Wielu, w tym Leonhard Euler sądziło, że pochodzi on od litery r, pierwszej litery łacińskiego słowa radix (również oznaczającego „korzeń”), które oznacza to samo działanie matematyczne.
Nieużywany w języku polskim termin surd, traktowany niekiedy jako nazwa symbolu √, pochodzi z czasów al-Khwārizmīego (ok. 825), który liczby wymierne i niewymierne nazywał odpowiednio „słyszalnymi” i „niesłyszalnymi”. W związku z tym arabskie assam („głuchy, głupi”) oznaczające liczbę niewymierną było później tłumaczone na łacinę jako surdus („głuchoniemy”). Gerard z Cremony (ok. 1150), Fibonacci (1202), a potem Robert Recorde (1551) używali tego terminu w odniesieniu do nierozwiązanych pierwiastków niewymiernych.
Symbolu √ użyto po raz pierwszy w druku bez vinculum (poziomej kreski nad liczbami wewnątrz symbolu pierwiastka) w 1525 roku w Die Coss autorstwa niemieckiego matematyka Christoffa Rudolffa. Vinculum wprowadził Kartezjusz w Geometrii (1637) do zaznaczania, jakie wyrażenie algebraiczne podlega pierwiastkowaniu.
Stosowana przez Kartezjusza notacja dla pierwiastków stopnia wyższego niż dwa nie przyjęła się (np. {\displaystyle {\sqrt[{3}]{x}}} Kartezjusz zapisywał jako {\displaystyle {\sqrt {C.x}}}). Współczesną notację stopnia pierwiastka zaproponował Albert Girard w pracy z 1629 roku; utrwaliła się ona w pierwszej połowie XVIII w.

## Typografia
Niżej przedstawiono kody znaków symboli pierwiastka. W notacji angielskiej znak pierwiastka występuje bez wiążącej kreski górnej.
| Znak | Nazwa polska                  | Nazwa unikodowa    | Unikod | Encja HTML | Encja HTML | Encja HTML | URL       |
| Znak | Nazwa polska                  | Nazwa unikodowa    | Unikod | dec        | hex        | name       | URL       |
| ---- | ----------------------------- | ------------------ | ------ | ---------- | ---------- | ---------- | --------- |
| √    | pierwiastek kwadratowy        | SQUARE ROOT        | U+221A | &#8730;    | &#x221A;   | &radic;    | %E2%88%9A |
| ∛    | pierwiastek sześcienny        | CUBE ROOT          | U+221B | &#8731;    | &#x221B;   | –          | %E2%88%9B |
| ∜    | pierwiastek czwartego stopnia | FOURTH ROOT        | U+221C | &#8732;    | &#x221C;   | –          | %E2%88%9C |
| ‾    | kreska wiążąca górna          | OVERLINE           | U+203E | &#8254;    | &#x203E;   | &oline;    | %E2%80%BE |
| ‾    | kreska wiążąca górna dostawna | COMBINING OVERLINE | U+0305 | &#0773;    | &#x0305;   | –          | %00%CC%85 |

W LaTeX-u:
- pierwiastek {\displaystyle {\sqrt {x}}} zapisywany jest jako \sqrt x;
- pierwiastek {\displaystyle {\sqrt[{k}]{x}}} zapisywany jest jako \sqrt[k] x.